# روبرت تشارلز زاينر
كان روبرت تشارلز زاينر (1913 – 1974) أكاديميًا بريطانيًا متخصصًا في دراسة الديانات الشرقية. كان على معرفة باللغة الأصلية للعديد من النصوص المقدسة، كالهندوسية (باللغة السنسكريتية) والبوذية (بلغة البالي) والإسلامية (باللغة العربية). عمل في وقت سابق يعود إلى بدايات الحرب العالمية الثانية ضابطَ استخبارات في إيران. كانت كتاباته الأولى في جامعة أكسفورد عن الديانة الزرادشتية ونصوصها. عُيّن أستاذًا بدرجة سبالدينغ، فتناولت كتبه موضوعات مثل التجربة الصوفية (موضحًا تصنيفًا نمطيًا يُستشهد به على نطاق واسع)، والهندوسية، والدين المقارن، والمسيحية وأديان أخرى، والأخلاق. ترجم نص البهاغافاد غيتا، فقدم شرحًا موسعًا يستند إلى التقاليد الهندوسية ومصادرها. تناولت كتبه الأخيرة قضايا مماثلة في الثقافة الشعبية، وبثت البي بي سي مناقشاته حولها. نشر كتاباته تحت اسم آر. سي. زاينر.

## الحياة والعمل

### بدايات حياته
ولد زاينر في 8 أبريل 1913 في سيفينوكس بمقاطعة كنت في إنجلترا، وكان ابن مهاجرين سويسريين ألمان. كان زاينر «ثنائي اللغة، تحدث الفرنسية والإنجليزية منذ الطفولة المبكرة. ظل بارعًا في مجال اللغة طوال حياته». تلقى تعليمه في مدرسة تونبريدج المجاورة، والتحق بكلية كنيسة المسيح في جامعة أكسفورد، حيث درس اليونانية واللاتينية، وكذلك اللغة الفارسية القديمة بما في ذلك الأوستية، وحصل على مرتبة الشرف من الدرجة الأولى في اللغات المشرقية. بين عامي 1936 – 1937 درس البهلوية، وهي لغة إيرانية قديمة أخرى، مع السير هارولد بيلي في جامعة كامبريدج. وعقب ذلك، نظر زاينر إلى البروفيسور بيلي بعين التقدير والاحترام الكبيرين. بدأ بعدها العمل على كتابه زورفان، معضلة زرادشتية، دراسة عن الدين في إيران قبل الإسلام.
تمتع زاينر «بموهبة استثنائية في اللغات». اكتسب فيما بعد معرفة القراءة باللغة السنسكريتية (للكتب المقدسة الهندوسية) ولغة البالي (للديانة البوذية) والعربية (للدين الإسلامي). عمل في عام 1939 محاضرًا باحثًا في كلية كنيسة المسيح في أكسفورد. خلال هذه الفترة، قرأ للشاعر الفرنسي آرثر رامبو، والشاعر الصوفي الإيراني الرومي، بالإضافة إلى دراسة الأوبانيشاد الهندوسية. طغت «الطبيعة الصوفية» على هوية زاينر وهو أمر اتخذه مذهبًا له. لكن تقدمه الروحي بعد سنوات قليلة أدى إلى اعتناقه المسيحية، ليصبح كاثوليكيًا أثناء وجوده في إيران.

### المخابرات البريطانية
عمل ضابط استخبارات بريطاني في السفارة في طهران خلال الحرب العالمية الثانية التي بدأت عام 1943. غالبًا ما كان يتمركز في الميدان بين القبائل الجبلية في شمال إيران. بعد الحرب، توسع دوره الدبلوماسي أيضًا في سفارة طهران. بعد عقود، وصف بيتر رايت أنشطته، وهو ضابط استخبارات بريطاني آخر:
«درستُ ملف زاينر الشخصي. كان مسؤولًا عن مكافحة التجسس في جهاز الاستخبارات البريطاني (إم آي 6) في بلاد فارس أثناء الحرب. كان عملًا صعبًا وخطيرًا. كانت خطوط السكك الحديدية المتجهة إلى روسيا، التي تحمل الإمدادات العسكرية الحيوية، أهدافًا رئيسية للتخريب الألماني. كان زاينر مؤهلًا تمامًا لوظيفته، إذ تحدث اللهجات المحلية بطلاقة، وأمضى الكثير من وقته متخفيًا، يعمل في مكافحة التخريب التي يسودها الغموض والقسوة. وبحلول نهاية الحرب، باتت مهمته أكثر صعوبة. كان الروس أنفسهم يحاولون السيطرة على السكك الحديدية، وكان على زاينر العمل خلف الخطوط الروسية، يحدق به خطر الخيانة والقتل بشكل مستمر من قِبل الموالين لألمانيا أو الموالين لروسيا...».
واصل زاينر عمله في إيران حتى عام 1947 ملحقًا صحفيًا في السفارة البريطانية، وضابطًا في الاستخبارات البريطانية ثم استأنف مسيرته الأكاديمية في جامعة أكسفورد يجري أبحاثًا حول الزرادشتية. خلال عام 1949، نُقل إلى مالطا حيث درب الألبان المناهضين للشيوعية. بحلول عام 1950، تعيّن في أكسفورد محاضرًا في الأدب الفارسي. عاد إلى إيران مرة أخرى في 1951 – 1952 لأداء وظيفةٍ حكومية. أوصت به البروفيسورة نانسي لامبتون إلى منصب السفارة، وكانت تدير البروباغندا البريطانية في إيران أثناء الحرب. يصف الصحفي كريستوفر دو بيليغ روبرت زاينر بأنه «شخصٌ بقدرة فطرية على تشكيل العلاقات، يعرف جميع الأشخاص المعنيين بعمله في طهران». «اقترح زاينر كتاب أليس عبر المرآة حين سأله كينغسلي مارتن، محرر دورية نيو ستيتسمان، في حفل كوكتيل في طهران عن الكتاب الذي قد يقرأه لتوسيع فهمه لإيران».
حصل زاينر على رتبة مستشار في السفارة البريطانية في طهران. واستمر بعمله في الواقع ضابطًا في المخابرات. كُلف خلال أزمة عبادان بتثبيت الحكم الملكي للشاه على عرش الشمس في مواجهة التحدي الجمهوري بقيادة محمد مصدق، رئيس الوزراء آنذاك. انطوت الأزمة على شركة النفط الإنجليزية الإيرانية التي أممها مصدق. وهكذا انخرط زاينر في المحاولة البريطانية الفاشلة عام 1951 للإطاحة بالحكومة الإيرانية وإعادة إنتاج النفط إلى تلك الشركة التي تسيطر عليها الحكومة البريطانية. «كانت المؤامرة للإطاحة بمصدق وإعادة حقول النفط إلى شركة النفط الأنجلو- إيرانية، بين يدي دبلوماسي بريطاني يُدعى روبن زاينر، الذي أصبح فيما بعد أستاذًا للأديان الشرقية في أكسفورد». أدى هذا التدخل الإنجليزي ولاحقًا الأمريكي في إيران إلى إعادة تنصيب الشاه في النهاية، وهو أمر تعرض لانتقادات واسعة النطاق.
في ستينيات القرن العشرين، استجوب بيتر رايت، ضابط في مكافحة التجسس في المكتب الخامس (إم آي 5)، زاينر بشأن مزاعم زائفة منتشرة بأنه أصبح عميلًا مزدوجًا للاتحاد السوفيتي، مما أضر بعمليات المخابرات البريطانية في إيران وألبانيا خلال الفترة التي أعقبت الحرب العالمية الثانية. يوصف زاينر بأنه «رجل نحيف ضئيل المظهر، تُضفي عليه سعة الاطلاع مظهرًا سارحًا». كتب رايت في كتابه سباي كاتشر (صائد الجواسيس) عام 1987 أن سلوك زاينر المتواضع وإنكاره الصريح أقنعه بأن دون أكسفورد ظل مواليًا لبريطانيا. يشير رايت إلى «شعوره بالسوء» لمواجهة زاينر.
على الرغم من عمله في جهاز المخابرات لصالح حكومته، إلا أن زاينر، بعد تفكير لاحق، لم يرَ الأنشطة النفعية التي كان يؤديها بأنها ذات غاية نبيلة تمامًا. كتب عن «الخدمة الحكومية في الخارج»: «تُعتبر الحقيقة آخر الفضائل ويصبح الكذب مهارة طبيعية. وعليه، عدت إلى الحياة الأكاديمية بشيء من الراحة والامتنان، فإن كان هناك مهنة تهتم بالبحث عن الحقيقة بعزم وإخلاص، فهي مهنة الأكاديمي الباحث». يناقش البروفيسور جيفري كريبال «مصداقية زاينر الاستثنائية» والتي قد تبدو «خاطئة سياسيًا». لربما اعتُبر «صدقه البالغ كبروفيسور، تطهيرًا للنفس أو عملًا تعويضيًا» عن «حياته المهنية السابقة في الإخفاء والخداع» بوصفه جاسوس.

### أستاذ أكسفورد
عمل زاينر في الجامعة حتى وفاته في 24 نوفمبر 1974 في أكسفورد. سقط ميتًا في الشارع وهو في الحادية والستين من عمره في طريقه إلى قداس مساء الأحد. كان سبب الوفاة نوبة قلبية.

### عمله في الجامعة
قبل الحرب، ألقى زاينر محاضرات في جامعة أكسفورد. بعد عدة سنوات من الحرب، عاد إلى كنيسة المسيح، واستمر بالعمل في كتابه «زورفان»، وألقى محاضرات في الأدب الفارسي. بقيت سمعته آنذاك مستندة إلى «مقالات عن الزرادشتية، لغوية في أساسها» كتبت قبل الحرب.
في عام 1952، انتخب زاينر في منصب كرسي سبالدينغ للأديان والأخلاق الشرقية، ليخلف البروفيسور الشهير سرفبالي راداكريشنان، الذي استقال ليصبح نائب رئيس الهند (الذي أصبح فيما بعد رئيسًا). كان زاينر قد تقدم لشغل هذا المنصب. قدم راداكريشنان في السابق وجهة نظر تآلفية فيما يتعلق بدراسة الأديان المقارنة، وكان لدى المنصب الأكاديمي نص فرعي بأنه «تأسس لنشر نوع من العالمية (الخلاصية)». لم تكن محاضرة زاينر الافتتاحية تقليدية في مضمونها. وجه انتقادات قوية ولكن ساذجة إلى العالمية (الخلاصية) في الدين.